# Lieja-Bastogne-Lieja 1987
La Lieja-Bastogne-Lieja 1987 fou la 73a edició de la clàssica ciclista Lieja-Bastogne-Lieja. La cursa es va disputar el diumenge 19 d'abril de 1987, sobre un recorregut de 260 km.
El vencedor final fou l'italià Moreno Argentin, per davant de Stephen Roche i Claude Criquielion.

## Classificació general
|    | Ciclista             | Equip                      | Temps      |
| -- | -------------------- | -------------------------- | ---------- |
| 1  | Moreno Argentin      | Gewiss-Bianchi             | 6h 40' 00" |
| 2  | Stephen Roche        | Carrera-Vagabond           | m. t.      |
| 3  | Claude Criquielion   | Hitachi-Marc               | m. t.      |
| 4  | Yvon Madiot          | Système U                  | m. t.      |
| 5  | Robert Millar        | Panasonic-Isostar          | m. t.      |
| 6  | Laurent Fignon       | Système U                  | + 25"      |
| 7  | Marc Madiot          | Système U                  | + 58"      |
| 8  | Eddy Schepers        | Carrera-Vagabond           | m. t.      |
| 9  | Emanuele Bombini     | Gewiss-Bianchi             | m. t.      |
| 10 | Jean-Claude Leclercq | Toshiba-Look-La Vie Claire | m. t.      |